# Dysdera gemina
Dysdera gemina là một loài nhện trong họ Dysderidae.
Loài này thuộc chi Dysdera. Dysdera gemina được Christa Deeleman-Reinhold miêu tả năm 1988.